# 库氏鼹
库氏鼹（学名：Euroscaptor kuznetsovi）也称库氏长吻鼹，一种分布于越南北部及中国南方地区的营地下生活的小型哺乳动物，隶属于鼹科东方鼹属。本种原被认为是长吻鼹（Euroscaptor longirostris）的一个种群，2016年俄罗斯学者通过研究发现长吻鼹是一个复合种，从其中分离出库氏鼹和奥氏鼹（Euroscaptor orlovi）。

## 形态特征
库氏鼹身体近似圆柱形，头体长132～136毫米；尾巴呈短棒状，尾长为头体长的11.4～12.5%。通体毛皮呈黑棕色。